# Kojima Yatarō
Kojima Yatarō (小島 弥太郎?; 1522 – 1582) è stato un samurai giapponese del periodo Sengoku che servì il clan Uesugi della provincia di Echigo.
Yatarō servì prima Nagao Tamekage, poi Uesugi Kenshin.
Fu uno dei principali generali di Kenshin e la sua ferocia in combattimento gli valse il soprannome di Demon Kojima (鬼小島? Oni Kojima?).
Era spesso chiamato anche "The Ogre" poiché il suo elmo aveva un'immagine di un oni grignante, una creatura mitica simile ad un orco o demone. La sua arma era un kanabō (金棒?, simile ad una mazza ferrata), un'arma associata agli orchi, per aggiungere fama alla sua reputazione.
È ricordato per un incidente che si verificò nel corso di una battaglia di Kawanakajima: Yataro fu inviato alla tenda Takeda come messaggero e fu aggredito da un cane da guardia. Senza battere gli occhi con calma tenne il cane verso terra e consegnò il suo messaggio a Takeda Shingen. Una volta consegnato il messaggio liberò il cane velocemente e se ne andò.